# Tureň
Tureň es un municipio del distrito de Senec en la región de Bratislava, Eslovaquia, con una población estimada a final del año 2024 de 1282 habitantes.
Se encuentra ubicado al sureste de la región, en el valle del río Morava y cerca de la frontera con la región de región de Trnava y con Austria.

## Demografía
| Año        | 1994 | 2004    | 2014     | 2024     |
| ---------- | ---- | ------- | -------- | -------- |
| Población  | 840  | 878     | 1089     | 1282     |
| Diferencia |      | +4,52 % | +24,03 % | +17,72 % |

| Año        | 2023 | 2024    |
| ---------- | ---- | ------- |
| Población  | 1264 | 1282    |
| Diferencia |      | +1,42 % |